# Ермин Јазвин
Ермин Јазвин (Мостар, СФРЈ 12. март 1980) је босанскохерцеговачки кошаркаш. Игра на позицији центра.